# Sam Lévin
 (septembre 2018).
Pour les articles homonymes, voir Lévin.
Sam Lévin ou Sam Levin est un photographe français d'origine russe né le 29 juillet 1904 à Karkhiv (Ukraine) et mort le 5 novembre 1992 à Boulogne-Billancourt.
Connu pour avoir réalisé des photographies de plateau ou lors des tournages de films de cinéma, il a produit de nombreux portraits de vedettes, principalement du septième art et de la chanson française. En 1997, ses héritiers lèguent à l'état français, le fonds d'oeuvres photographiques du Studio Levin.

## Biographie
Sam Lévin installe son premier studio à Paris, au cinquième étage du 41, rue Saint-Georges, dans un appartement de deux pièces, qu'il partage avec la photographe Lucienne Chevert; ces deux photographes fondent ainsi en commun, le « Studio Levin ».
Après avoir été un photographe de plateau très apprécié, Sam Levin s'est consacré essentiellement aux portraits de studio, photographiant une bonne partie des vedettes de cinéma, françaises et européennes, des années 1950 et 1960, parmi lesquelles on note Simone Signoret (1947), Yves Montand (1952), Maria Felix (1955), Dalida (1956), Brigitte Bardot (1960), Pierre Brasseur (1960), Chantal Goya (1967), parmi bien d'autres.
En 1937, il installe son studio dans un appartement au 3, rue du Faubourg-Saint-Honoré à Paris.
En 1939, il se fait seconder sur les plateaux par Jean-Philippe Charbonnier qui va l'aider ensuite en 1940 en zone libre.
En juin 1941, il est fiché par la Sûreté nationale comme étranger et Juif.
Lucienne Chevert devient la seule exploitante du studio de la rue du Faubourg-Saint-Honoré, contournant ainsi les décrets allemands.
Sam Lévin est arrêté à Marseille le 24 décembre 1942 et interné dans un camp. Il ne retrouvera son studio parisien qu'en 1945.
Lucienne Chevert devient alors son associée et le studio devient le Studio Lévin/Chevert. Ensemble, ils définissent une définition et un style photographique bien illustrés par leurs portraits de Gérard Philipe et d'Ingrid Bergman de 1952, par exemple.

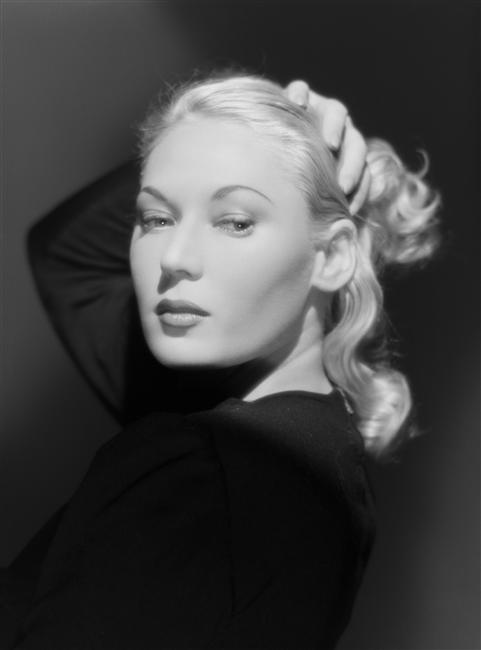
Tilda Thamar (1949).

À partir de la fin des années 1950, le Studio Levin exploite également la photographie en couleurs, ce qui le distingue notamment du Studio Harcourt.
En 1947, Sam Lévin fait la connaissance de Sabine Girollet, avec laquelle il se marie quarante-deux années plus tard, en 1989.
Sam Lévin est le beau-frère du réalisateur Jean-Paul Le Chanois.

## Filmographie
Sam Lévin est le photographe de plateau d'environ 75 films (dont huit en association avec Lucienne Chevert) dont : 
- 1935 : Les Époux scandaleux de Georges Lacombe
- 1937 : La Grande Illusion de Jean Renoir
- 1937 : Le Messager de Raymond Rouleau
- 1938 : La Marseillaise de Jean Renoir
- 1938 : La Bête humaine de Jean Renoir
- 1938 : Prisons de femmes (film, 1938) de Roger Richebé
- 1939 : La Règle du jeu de Jean Renoir
- 1940 : Elles étaient douze femmes de Georges Lacombe
- 1946 : Pétrus de Marc Allégret
- 1946 : Les Démons de l'aube d'Yves Allégret
- 1946 : Les Malheurs de Sophie de Jacqueline Audry
- 1948 : Aux yeux du souvenir de Jean Delannoy
- 1949 : Jean de la Lune de Marcel Achard
- 1950 : Manèges d'Yves Allégret
- 1950 : La Ronde de Max Ophüls
- 1951 : La Belle que voilà de Jean-Paul Le Chanois
- 1951 : Barbe-Bleue de Christian-Jaque
- 1953 : Lucrèce Borgia de Christian-Jaque
- 1953 : Madame de... de Max Ophüls
- 1955 : La Meilleure Part d'Yves Allégret
- 1968 : Spécial Bardot (téléfilm) d'Eddy Matalon et François Reichenbach
- 1971 : La Philosophie dans le boudoir de Jacques Scandelari

## Expositions
- 1999 : Paris, hôtel de Sully
- 2013 : La Volonté de bonheur, Témoignages photographiques du Front populaire 1934-1938, avec des photographies de Brassaï, Robert Capa, Henri Cartier-Bresson, Robert Doisneau, Nora Dumas, Gisèle Freund, André Kertész, François Kollar, Sam Lévin, Éli Lotar, Willy Ronis, David Seymour, ..., Pavillon populaire, Montpellier, du 2 mai au 9 juin 2013
- 2016 : Le Studio Lévin. Sam Lévin & Lucienne Chevert, Gentilly, Maison  de la photographie Robert-Doisneau, du 16 juin au 2 octobre 2016

## Publications
- Sam Levin, Raymond Boyer, Et Dieu créa la star : Brigitte Bardot, Love Me Tender éditions, 1983  (ISBN 2903512175 et 978-2903512170).